# Upplands runinskrifter 968

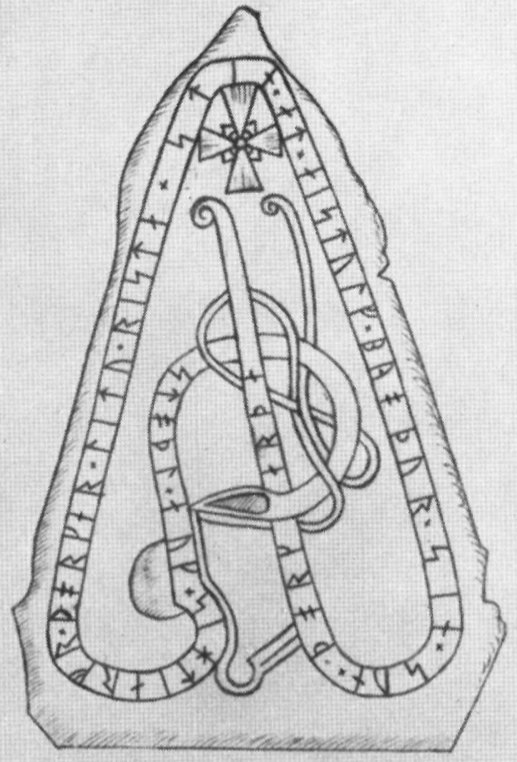
Runestone U 968 in Uppland, ritning av Johannes Haquini Rhezelius.

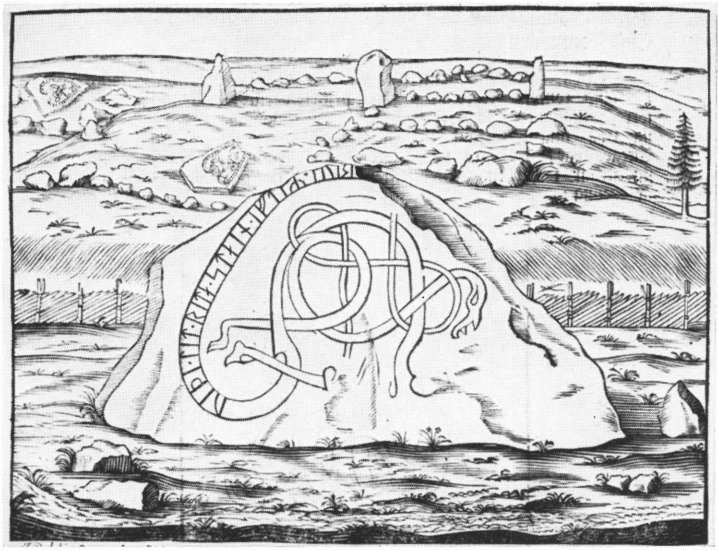
Runic stone U 970 with U 968 and U 969 lying at the background. Drawing by J. Peringskiöld, 1709.

U 968 är en vikingatida runsten av blågrå granit i Bolsta, Vaksala socken (nu Uppsala) och Uppsala kommun i Uppland. 2 fragment är bevarade:
1) 0,85 m hög, 0,6 m bred och 0,6 m tjock - ovandel av runsten. 2) 0,85 m hög, 0,5 m bred, 0,6 m tjock - fragment av nederparti av runsten. Runhöjd är 7 cm. Den imålade röda färgen nu nästan borta.
 Runstenar U 969 och U 970 fanns vid samma gravfält och kan synas i bakgrunden i J. Peringskiöld träsnitt från 1709 (se bild).

## Inskriften
Translitterering av runraden:
[stoþi · auk · sihtiarfr ·  þorker · lit]u · ris[t]a · stin at · aistu[lf · b]roþu[r ·] (s)in [sun þorkerþa]
Normalisering till runsvenska:
Stoði ok SigdiarfR [ok] Þorgærðr letu rista stæin at Æistulf, broður sinn, sun ÞorgærðaR.
Översättning till nusvenska:
Stode och Sigdjärv och Torgärd läto rista stenen efter Estulv, sin broder, Torgärds son.
Ett kortare formuleringen skulle ha varit Stode och Sigdjärv läto resa stenen efter Estulv, sin broder, och Torgärd efter sin son.  Mansnamn Stoði är unikt, men kan vara ett kortnamn till Stodbiorn och Stoðkell, belagda i U 952 eller StødingR (U 948). Ifall t är felläsning för l, Sloði är känt från sörmländska inskrifter (t. ex. Sö 175). Namnet SigdiarfR är känd från U 109. þorker står för kvinnonamnet Porgœrðr, stavning ker eller kir för gœrðr  finns i inskrifterna  U 14, U 326, U 735.